# 臺中神社
臺中神社，為台灣日治時期位於台中市的神社。第一代神社於1911年建於臺中市新高町84番地，即臺中公園北門樓北方。第二代神社於1937年建於臺中市新高町141番地，並在1942年升格為國幣小社，原臺中公園內的舊臺中神社則被拆除。升格後的臺中神社下轄彰化神社、清水神社、員林神社三所鄉社和八所無格社。
第二代臺中神社範圍為今日的孔廟、忠烈祠、臺灣體大臺中體育場、臺中市救國團力行終身學習中心以及臺中市立雙十國民中學。

## 介紹

### 第一代臺中神社 (1912-1940年)

#### 創立
隨著台中街的發展，人口漸漸增加，但一直都沒有設立神社，故由律師小畑駒三和台中廳長枝德二為主事者，召集了官民有志者於1910年8月6日開會，著手準備台中神社的創立。擬於台中公園北側興建台中神社的計畫於1911年1月4日由臺中神社信徒者之總代表小畑駒三、小鹽元太郎、山移定政、安土直次郎、坂本素魯哉、林烈堂及吳德功等7人向台灣總督佐久間左馬太提出，並在同年2月28日通過。在募集了4萬元的捐款後，施工者由當時愛知縣知事深野一三推薦的名古屋市工匠伊藤滿作設計施工，伊藤滿作於1911年10月來台實地調查，開始相關的設計工事。同年11月23日台中神社動工的地鎮祭舉行，並於1912年9月竣工，同年10月27日舉行鎮座祭。在神社工程進行期間，當時總督佐久間左馬太和民政長官內田嘉吉曾在1912年6月8日來此視察，並將台中神社神橋跨越之溪流命名為「綠川」。當時神社建築有神殿8坪，拜殿15坪。樣式為最古老的神明造，建材使用日本內地和台灣的檜木。祀奉神明為大國魂命，大己貴命，少彥名命及北白川宮能久親王，共四神。
1913年5月29日，升格為「縣社」；同年8月31日天長節舉辦了盛大的列格奉告祭。
1914年2月25日，板垣退助參拜。

#### 獻納活動
臺中州下的酒專賣關係業者為了昭和天皇於1928年11月10日登基的御大典紀念，共同捐獻了1萬圓，為台中神社建造當時「全台最大鳥居」，樣式為神明鳥居，位置在當時臺中武德殿前方的大正町通（今自由路），民眾在遠處即可看到。其建材為銅片包覆鋼筋混凝土，柱子高度為52尺，直徑為4尺，鳥居最上方橫木高70尺，並在御大典當天舉行鎮地祭。
1933年，由坂本素魯哉為代表計劃了15,000圓的台灣神社神輿募款活動，捐款將用來興建神輿庫和建造神輿，活動在同年10月經當局許可。1934年6月，募款活動結束，並在同年10月25日舉行盛大的獻納式。

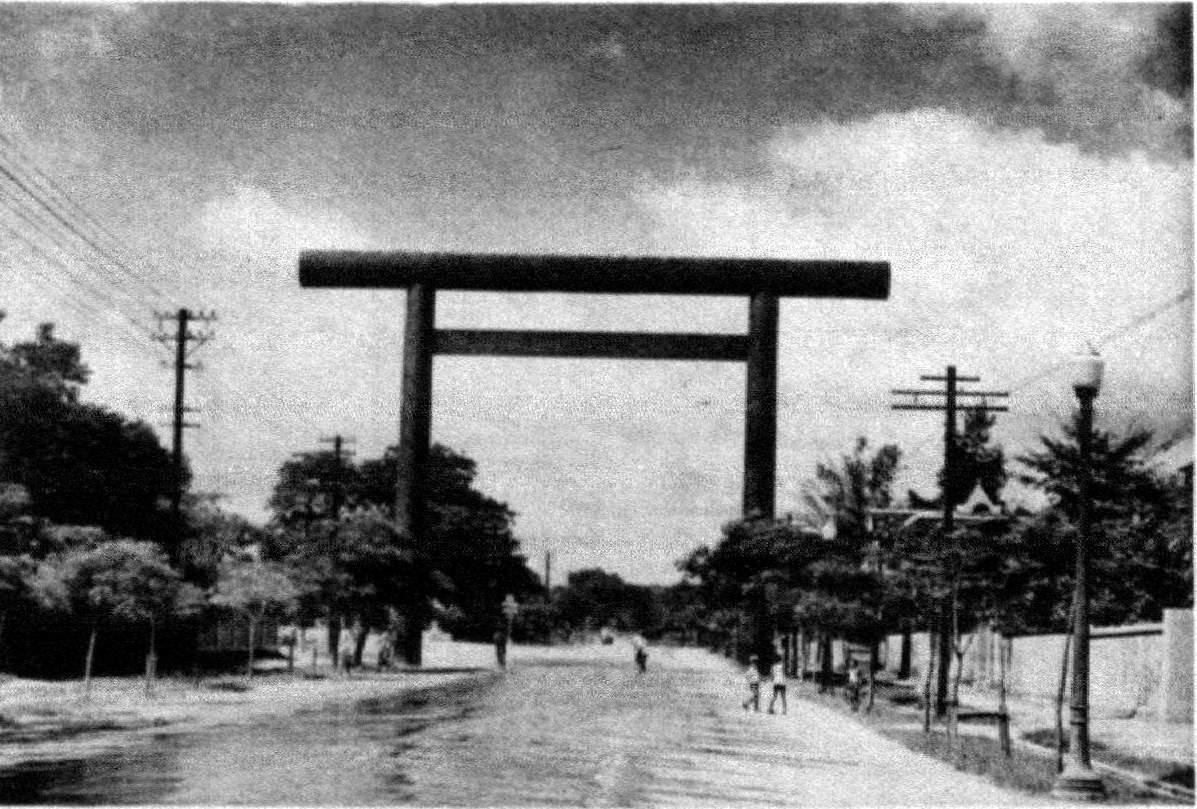
大正町通上的台中神社大鳥居

### 第二代台中神社 (1940-1945年)

#### 遷建與升格

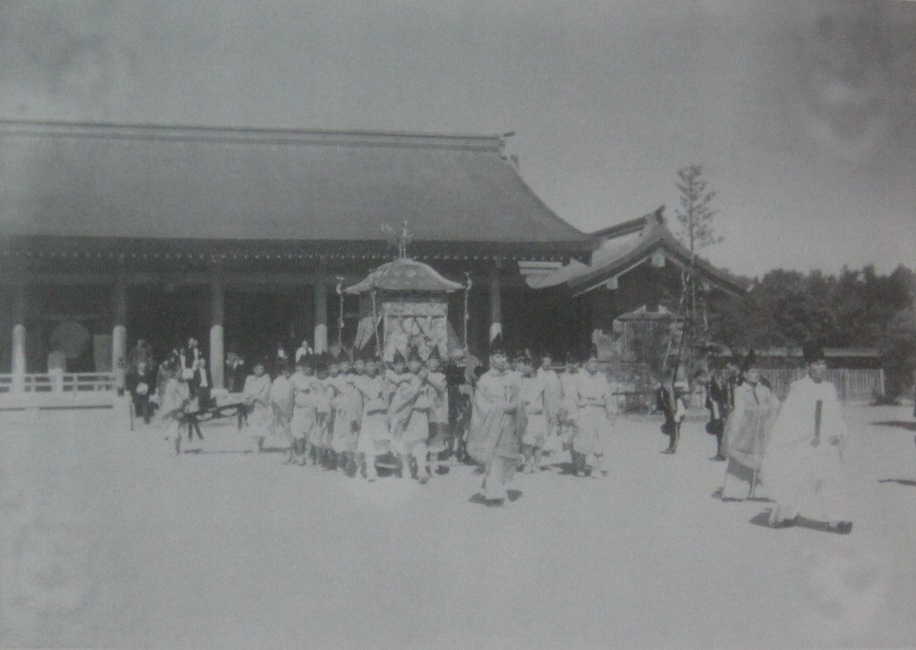
第二代臺中神社

第一代台中神社的社殿由於其受到蟻害而產生了改建的必要性，加上原台中神社的參拜者增加，基地隨台中市發展和公園的需求而趨漸狹隘，將台中神社遷建的提議於是被提出。反對遷建的一方認為台中神社已設立在此地一段時間，民眾對其有一定的情感，且較遠的新地點可能會使參拜者減少。然而，為了將來的大台中市發展，神社應設置於遠離市區的地方，且原本的台中神社鄰近台中公園和殯儀館，使神域不甚森嚴。考量神社距離對參拜者數量的影響，會不利於傳教和信仰，當時台中知事日下辰太便提出了能增加神社森嚴和公園擴張的建議。趁著日本造苑界權威本鄉高德博士為了臺灣神社遷宮來台的機會，向其請教台中神社神域擴張的意見，並請他來視察台中神社遷座的預定地。1936年，決定第二代台中神社建造於臺中市新高町141番地（後地名俗稱：神社子、宮北），新神社境地位於原台中神社的東北方，南臨水源地運動場，而運動場則可視為新臺中神社外苑的延伸。1937年，「縣社台中神社御造迎奉贊會」組織成立。新神社境地的土地原皆為民有地，主要為做為水田使用。台中神社移轉改築之申請則是於1939年2月13日由台灣總督府通過，之後開始準備相關工程準備。
在台中神社遷建計畫進行期間，台灣總督府亦計畫將台灣各州廳的神社升格，故台中神社的遷建費用自最初的36萬5千圓增加至58萬5千圓，且因為戰爭造成的物價飛漲，總工程費增加至70萬圓，另外還須加上祭典費3萬5千圓。第二代台中神社的設計最初希望以簡明莊嚴的神明造為原則，但因當時日本內務省認為神明造應盡量由伊勢的大社使用，於是台灣總督府亦不允許台灣新設的神社使用神明造樣式。台中神社各社殿於是使用「流造樣式」，而社殿的屋頂則是「切妻入母造」，社殿以外的社務所、齋館和繪馬堂則是入母屋造。屋簷使用斗拱，而在本殿上有簡素的蟇股和懸魚裝飾，總體為呈現了桃山時代洗鍊的弧線的設計。第二代台中神社於1937年11月18日舉行地鎮祭，1939年4月16日和17日舉行木曳祭，1940年1月26日舉行上棟祭，同年10月20日全部竣工，並於同月25日舉行遷座祭。原臺中公園內的第一代台中神社主體木造部分拆除。第二代台中神社境內占地32,000坪，為社有地（內苑15,500坪、外苑7,700坪、池濠8,800坪）。
為了當時局下提升神道崇敬以及日益劇增的皇民化運動，台灣總督府於1942年6月向日本內務省提出了國幣社列格願書，並於同年11月27日通過，台中神社自「縣社」升格為「國幣小社」。

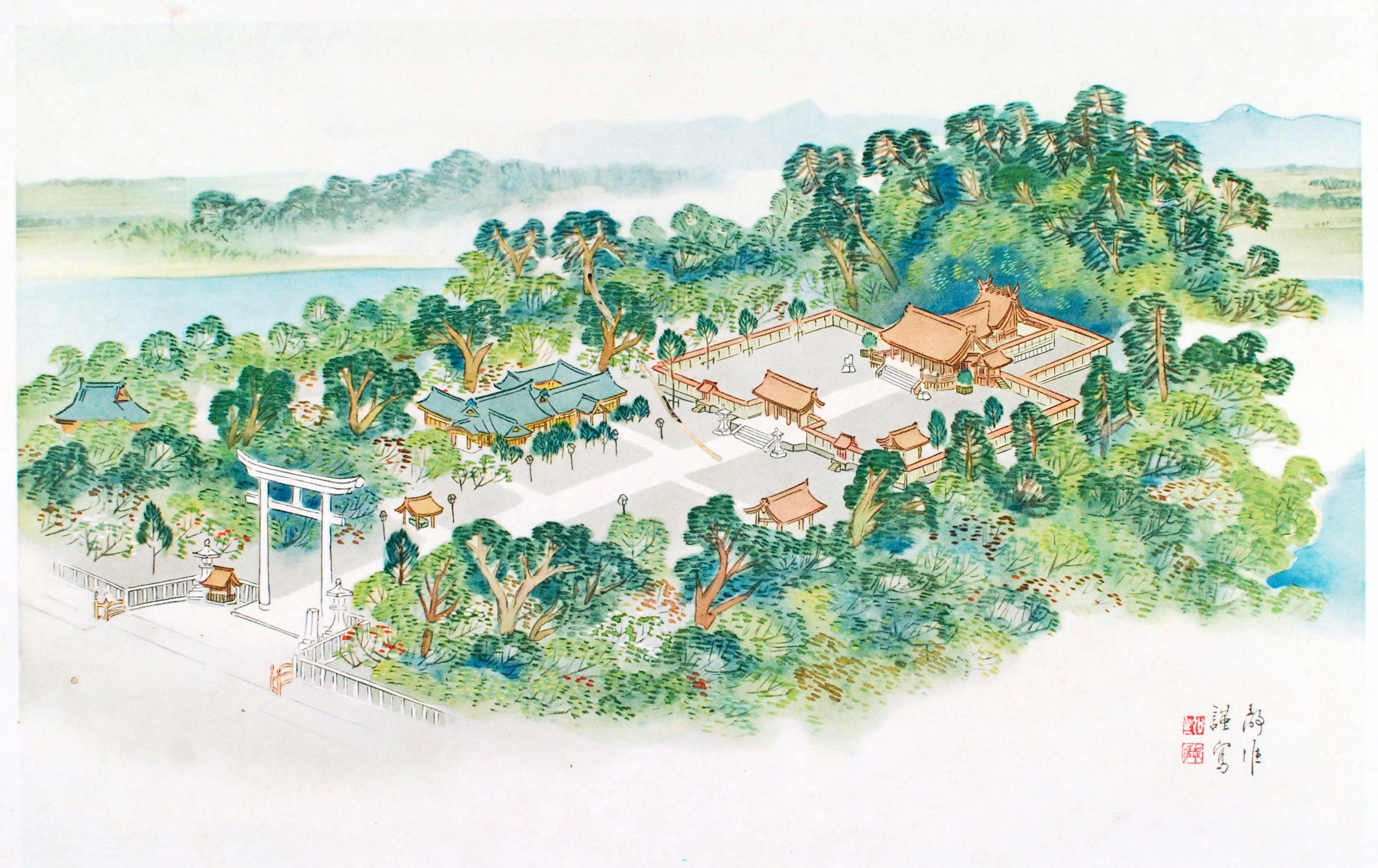
台中神社全景圖

#### 神域與社殿配置

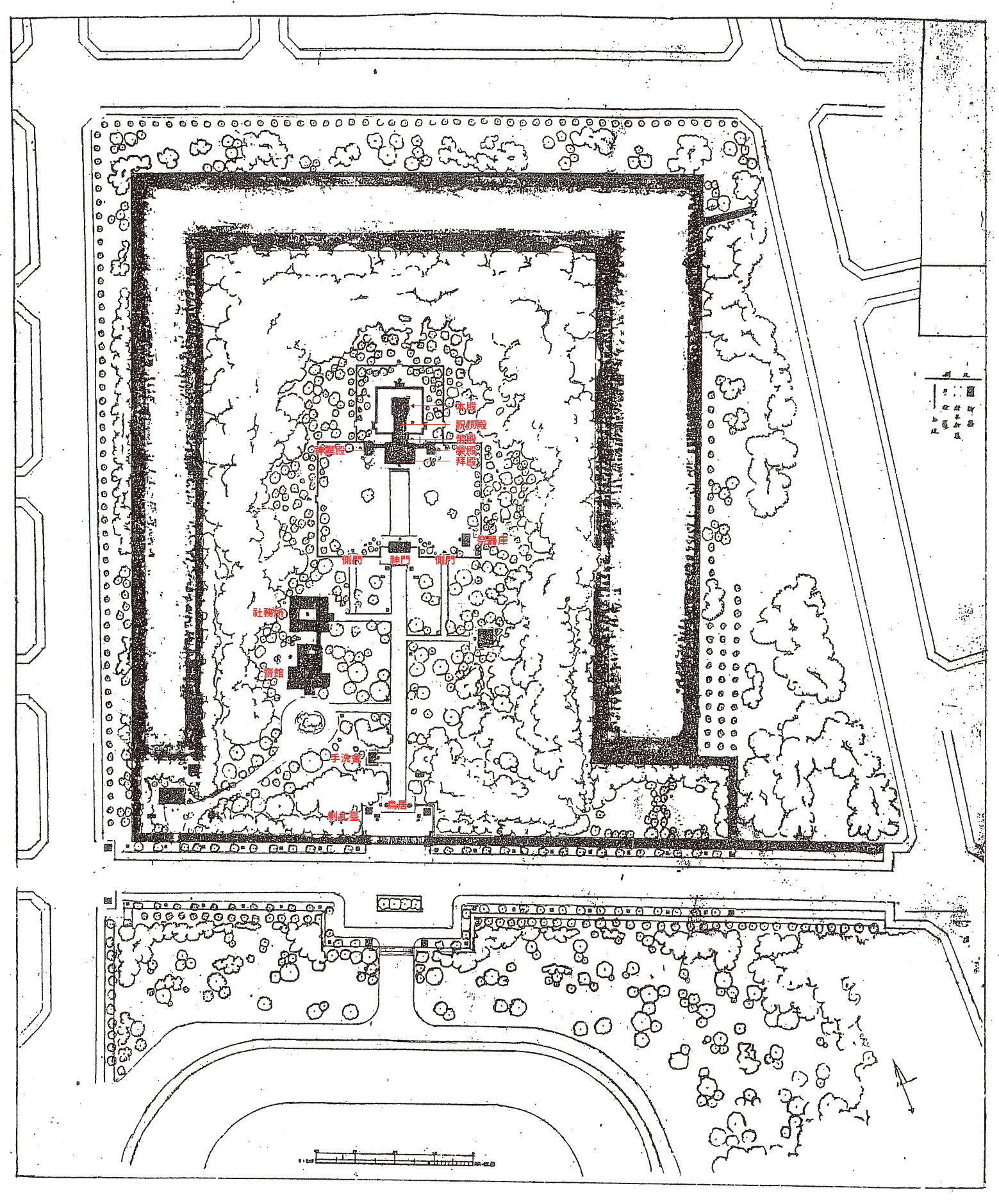
第二代台中神社平面圖

第二代台中神社位在台中市水源地北方，鳥居與陸上競技場間有一條橫向的參道。而神社的周圍挖設了壕溝，並在壕溝中放水，故在馬路與鳥居之間設有一小橋。挖掘出來的土則用來將神社的後側墊高。
畠山喜三郎對於各社殿的配置方面，參考了日本內地的官國幣社，並提出以下四點：
- 第一，配置最重要的考量就是祭典儀式的進行，尤其本殿、祝詞殿、幣殿和拜殿之關係須詳細計畫。其次為拜殿兩側的「神饌殿」和「樂殿」之配置，由於樂殿為音樂演奏的場所，他們之間的距離需考量儀式的方便與音樂的效果。
- 第二，考量熱帶地區的炎熱氣候，於拜殿與其左右側的神饌殿和樂殿間以迴廊連接。為了四面通風，在建築的三面設置蔀戸（格柵窗），其中一面可在參拜者過多而無法進入拜殿時移除，讓參拜者能在迴廊上向內部行禮。
- 第三，神門和拜殿間的空間。考量團體參拜在1937年的七七事變後日益增多，需要約2,000坪的空間以容納3,000人同時參拜。故需將參拜和回去民眾的動線分開，於神門的兩側分別設置側門，參拜者從中央的神門進入，回去的民眾則走兩側側門。
- 第四，參拜者能夠在鳥居前就看到本殿的千木勝男木（神社屋頂構造之一）。畠山喜三郎觀察日本主要的神社後發現除了多賀大社外，其他神社皆無法從正面直接看到本殿的屋頂。為了增加神社的森嚴感，要讓參拜者不只在拜殿前向本殿行禮，要從參拜者下車然後行至鳥居前脫帽行禮時，皆能瞻仰本殿屋頂的千木勝男木。

齋館為舉行結婚典禮的場所，也是神官在進入社務所前潔齋和擺放神棚的地方。考量神官每日需常出入拜殿和社務所，故將社務所配置在靠近神門之處。此外，考量左側通行的原則，齋館、社務所和手水舍配置在參道左側。祭器庫一般皆設置在進入神門內的地方，而台中神社的祭器庫則兼做寶物庫使用。

#### 建材
第二代台中神社各社殿使用阿里山紅檜，社務所、齋館和繪馬堂則使用八仙山的扁柏和些許紅檜。各社殿建築的屋頂原計畫用銅板包覆，但由於時局變化，改使用長野縣木曾產日本花柏作為木皮包覆，部分社殿、手水舍、制札台（公佈欄）和春日燈籠的屋頂則使用八仙山所產的檜木皮，為台灣第一個使用台灣產檜皮在神社建築上者。神輿殿、社務所、齋館和繪馬堂的屋頂則使用水泥瓦。

#### 燈籠
第一代台中神社境內約有80座石燈籠，計畫移至第二代神社中，重要仕紳和團體捐獻的石燈籠放在鳥居前的橫向參道上，其他則散置在神域的樹林間。新造的燈籠則有鳥居前方左右兩側的石造大燈籠，神門前置1對中燈籠和1對狛犬，另外2對中燈籠置於鳥居外的橫向參道兩側，以及繪馬堂前的參道入口，神門至拜殿之間則設置吊燈。

#### 神苑
為保持神社的森嚴，約有7成土地要種植樹木。新境地原為水田，而第一代台中神社的樹木大多不能移植，第二代台中神社中的樹木大部分來自台中州下各地捐贈的6,352棵樹，如細葉榕、雀榕、楓香、朴樹、杜英、烏心石、圓柏、羅漢松、竹柏、銀樺、樟樹、青剛櫟屬、月橘等樹種。鳥居與陸上競技場間的外苑則種植了100棵椰子樹。

#### 其他
為了慶祝1940年之皇紀2600年，住在台灣的現役海軍已退役的海軍於1940年11月奉獻了馬公要港部工作部製做的「五十瓩模型爆彈」；台中信用組合同為紀念此事，且此年又恰逢其組合成立25周年，故捐獻了5,000圓作為台中神社神饌田購入費。

## 祭祀
台中神社的例祭為每年10月28日，此日期為北白川宮能久終焉之日。例祭、新年祭和新嘗祭為三大祭。每日每月的恆例祭儀如下：
- 日供：每日早旦
- 月旦祭：每月1日
- 月央祭：每月15日
- 月次祭：每月28日

| 祭典           | 日期      | 種類 |
| -------------- | --------- | ---- |
| 歲旦祭         | 1月1日    | 中祭 |
| 御神樂初祭     | 1月2日    | 小祭 |
| 元始祭         | 1月3日    | 中祭 |
| 紀元節祭       | 2月11日   | 中祭 |
| 新年祭         | 2月17日   | 大祭 |
| 春季皇靈祭遙拜 | 3月春分日 | 恆例 |
| 神武天皇祭遙拜 | 4月3日    | 恆例 |
| 天長節祭       | 4月29日   | 中祭 |
| 始政記念祭     | 6月17日   | 中祭 |
| 大祓祭         | 6月30日   | 恆例 |
| 秋季皇靈祭遙拜 | 9月秋分日 | 恆例 |
| 神嘗祭遙拜     | 10月17日  | 恆例 |
| 鎮座記念祭     | 10月27日  | 中祭 |
| 宵宮祭         | 10月27日  | 小祭 |
| 例祭           | 10月28日  | 大祭 |
| 明治節祭       | 11月3日   | 中祭 |
| 新嘗祭         | 11月23日  | 大祭 |
| 御煤拂祭       | 12月20日  | 小祭 |
| 大正天皇祭遙拜 | 12月25日  | 恆例 |
| 大祓式         | 12月31日  | 恆例 |
| 除夜祭         | 12月31日  | 小祭 |

## 參拜人數
| 年份 | 正式參拜 | 正式參拜 | 正式參拜 | 普通參拜 | 普通參拜 | 普通參拜 | 普通參拜  | 神前結婚數 | 神前結婚數 | 神前結婚數 | 備註           |
| 年份 | 內地人   | 本島人   | 小計     | 內地人   | 本島人   | 高砂族   | 小計      | 內地人     | 本島人     | 小計       | 備註           |
| ---- | -------- | -------- | -------- | -------- | -------- | -------- | --------- | ---------- | ---------- | ---------- | -------------- |
| 1937 | 104      | 13       | 117      | 362,500  | 259,500  | 300      | 622,300   | 93         | 13         | 106        |                |
| 1938 | 124      | 86       | 210      | 458,300  | 560,200  | 400      | 1,018,500 | 70         | 13         | 83         |                |
| 1939 | 155      | 6        | 161      | 276,600  | 495,800  | 400      | 872,800   | 68         | 15         | 83         |                |
| 1940 | 95       | 26       | 121      | 568,000  | 755,300  | 500      | 1323,800  | 135        | 19         | 154        | 第二代神社竣工 |
| 1941 | 130      | 32       | 162      | 539,800  | 724,300  | 1,200    | 1,266,300 | 136        | 20         | 156        |                |

## 戰後變遷
- 二戰後，臺中神社主殿於1946年改設為臺中縣忠烈祠（當時中市尚屬臺中縣管轄）。
- 1947年8月5日，空軍總部利用原神社亭臺成立空軍第三飛機場附設子弟小學（今崇德路省三國小）。當時校舍遷就神社亭臺地形而分散開來。
- 1948年2月1日，依政府設校規定，校名改為臺中市私立制空小學。隔年再改為空軍總司令部附設臺中子弟學校。
- 1952年，臺中市立中學（今自由路居仁國中）也選在神社設分校，後協議忠烈祠通道以西為空軍小學，以東為市中分校（後改為臺中市立二中，今日的雙十國中）。
- 1967年6月，空軍小學遷校，原址改建為「臺中市孔子廟」。
- 1972年與日本斷交後，中央政府發布「清除臺灣日據時代表現日本帝國主義優越感之統治紀念遺跡要點」，神社主殿被拆除改建[8]，此時第二代神社園區建物已全數消失。
- 2000年，臺中市政府找回公園內舊神社的鳥居，補了二根石柱並放倒在遺址原地。現存石砌臺基、銅馬與石獅各兩座、奉獻紀念碑（原為日治時期，園內有為許多設施和植樹而奉獻的紀念碑，原立在各個角落，目前集中保存17座）都是舊臺中神社的遺跡。
- 2016年，台中公園內的鳥居被不明人士噴漆[9]。
- 2017年，台中公園內留存的第一代台中神社參道石燈籠遭到中華統一促進黨人士噴漆[10]。

## 照片

### 遺跡

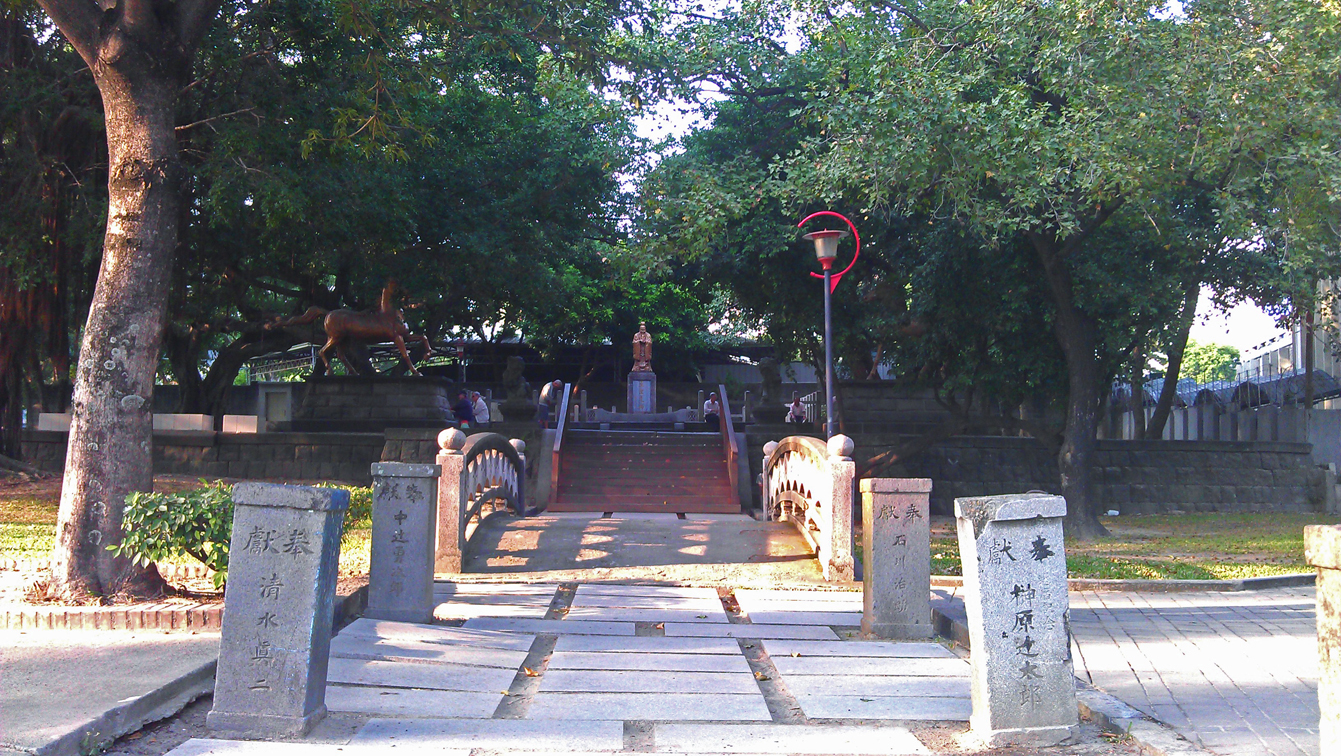
臺中公園內的縣社臺中神社遺跡，正殿中央改為孔子像
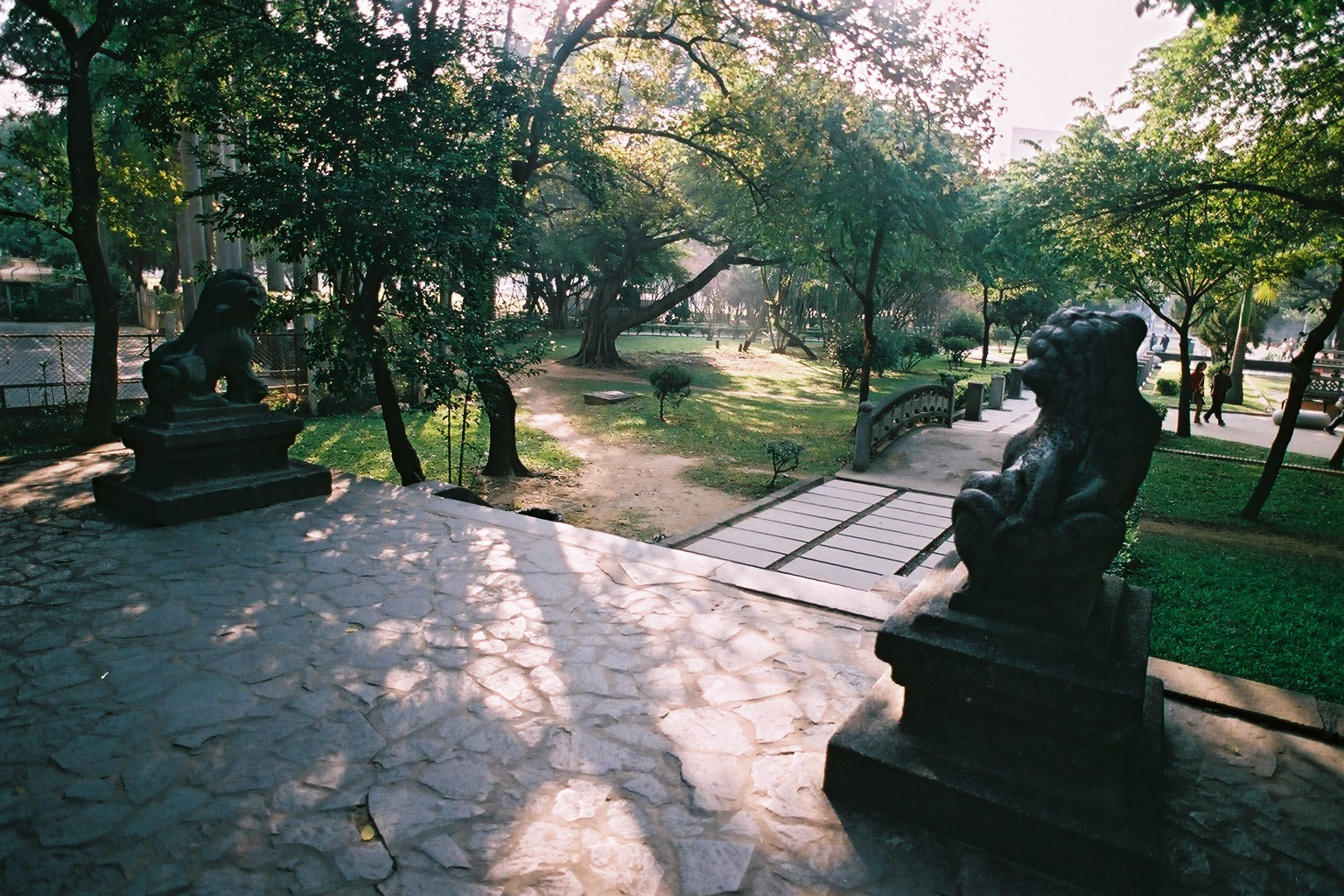
縣社臺中神社遺跡，從正殿中央角度拍攝
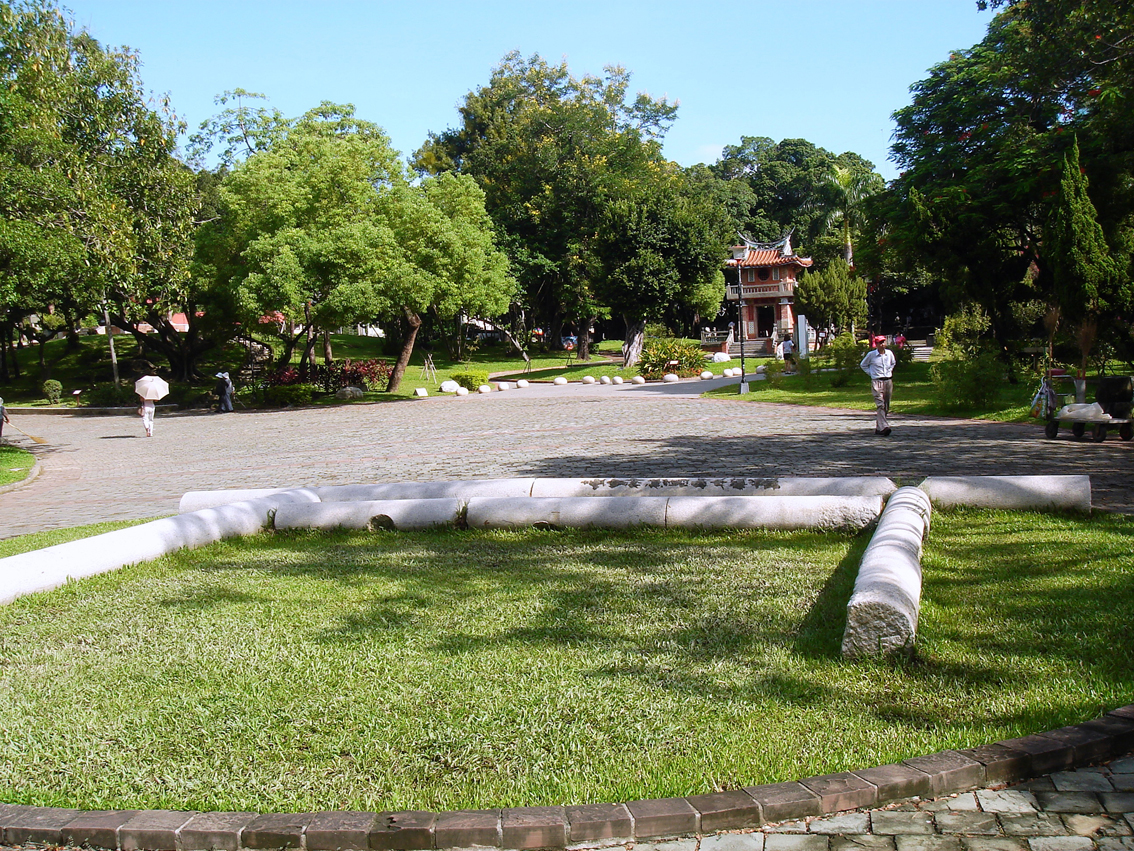
臺中公園內的臺中神社鳥居
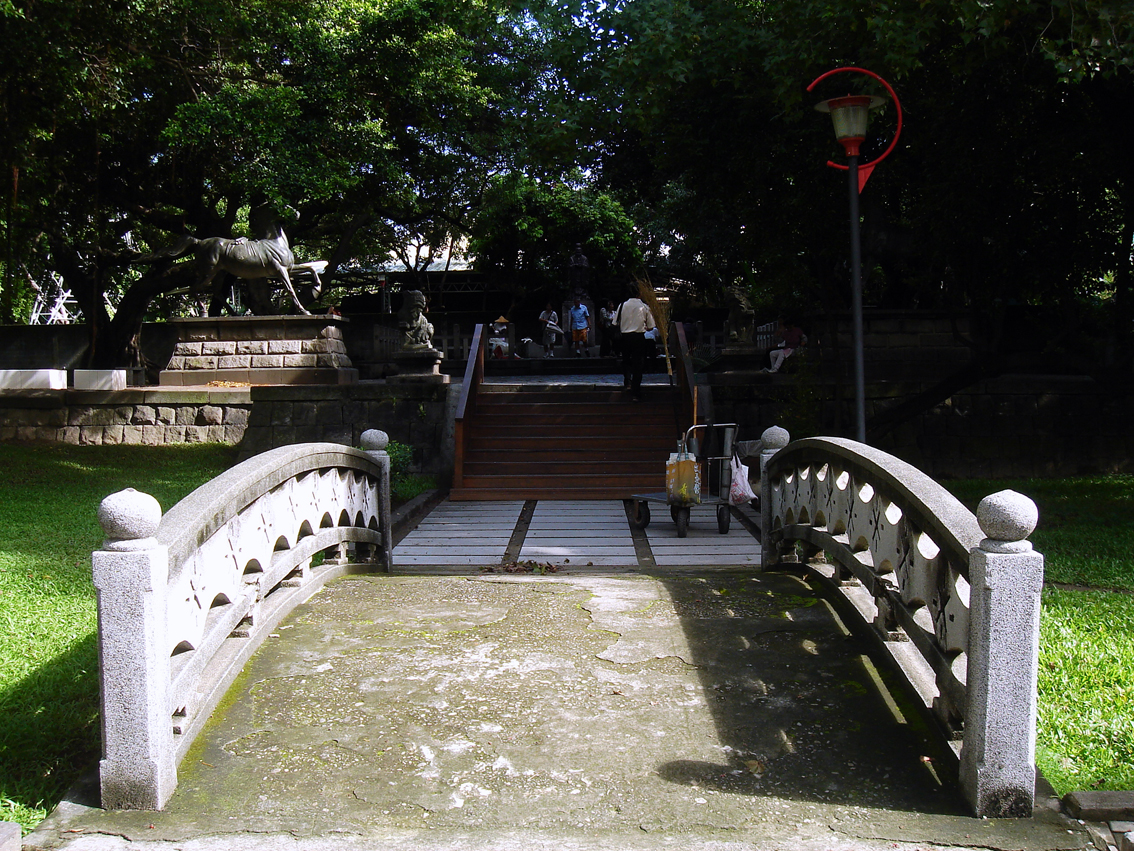
臺中公園內的縣社臺中神社的石橋、狛犬與銅馬
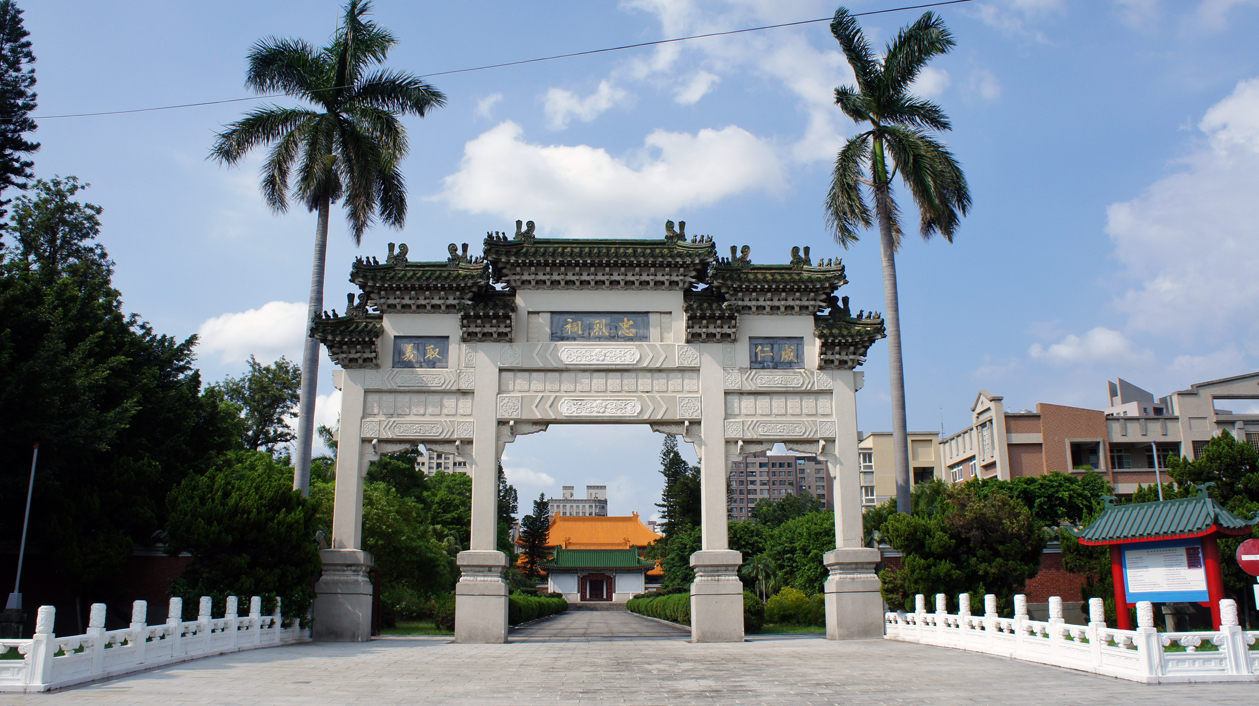
臺中市忠烈祠牌樓
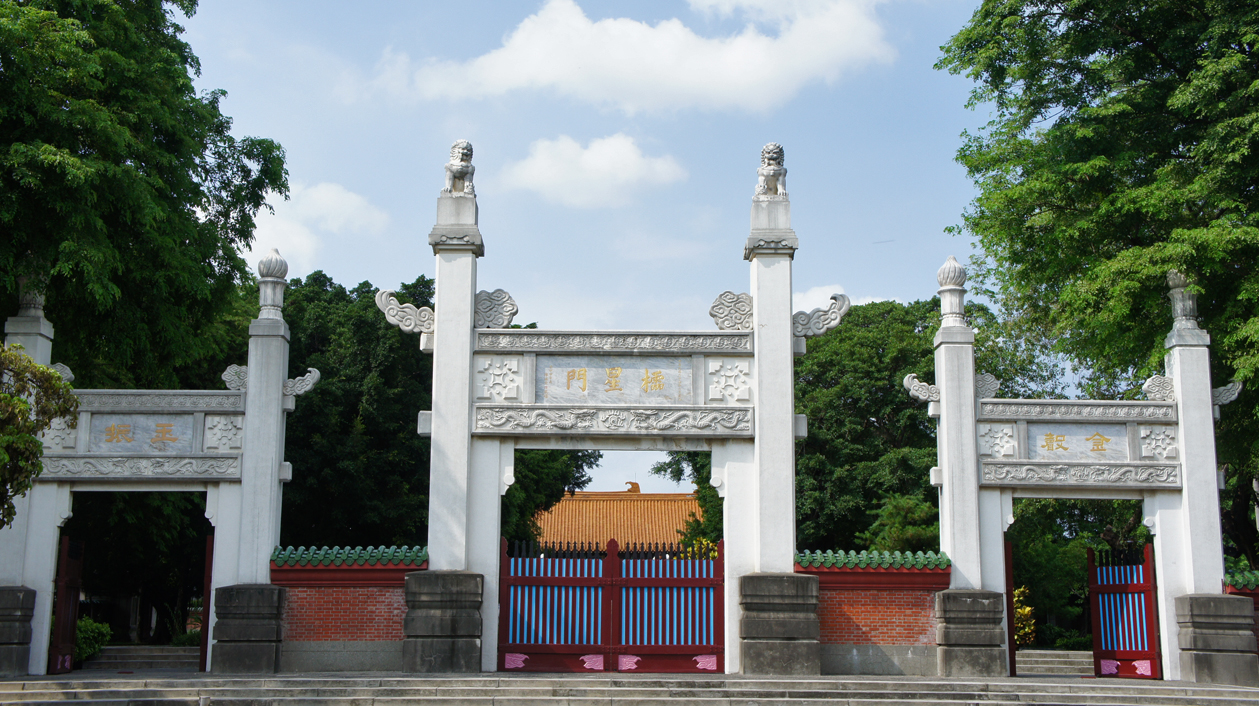
臺中市孔廟櫺星門
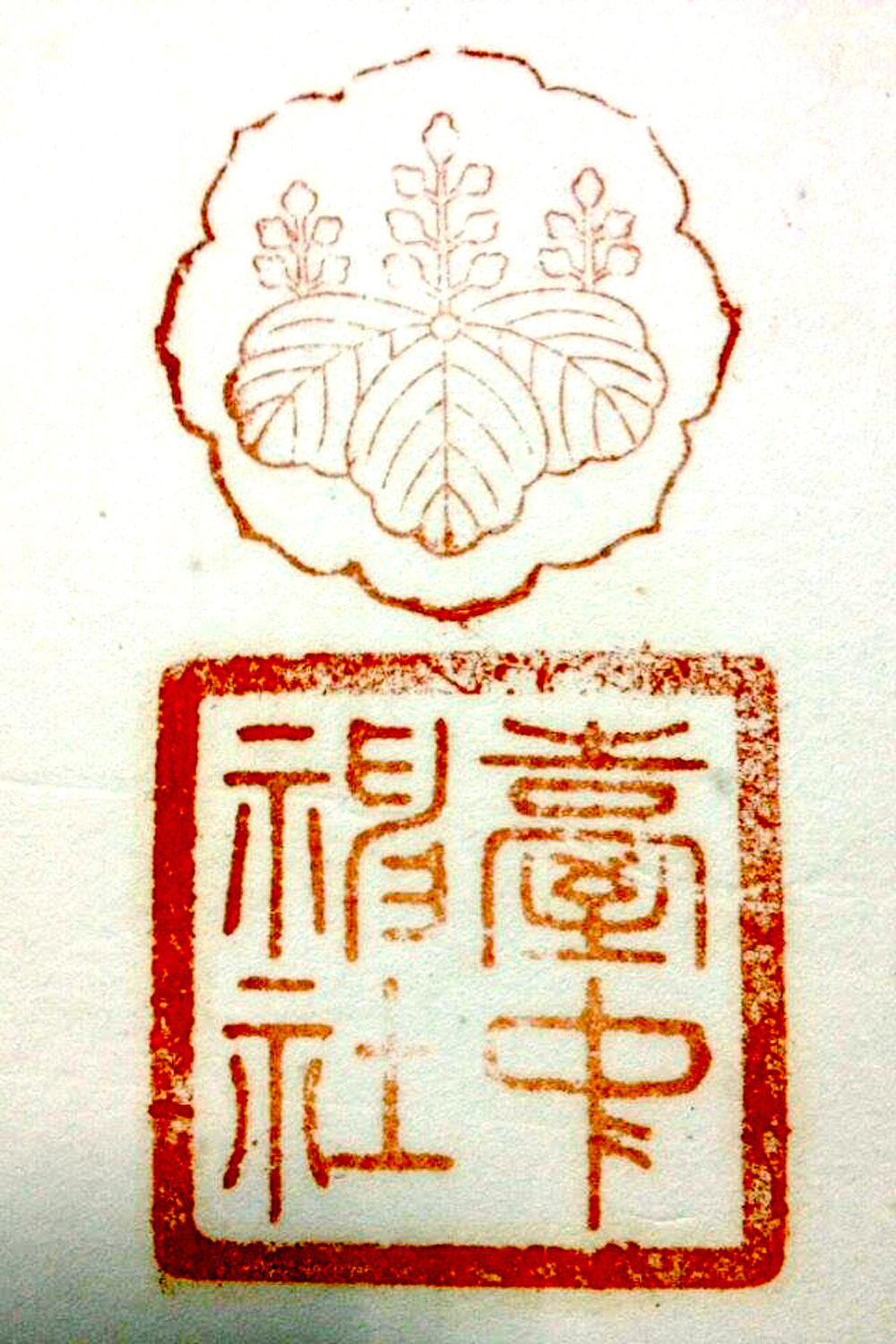
日治時期台中神社官印
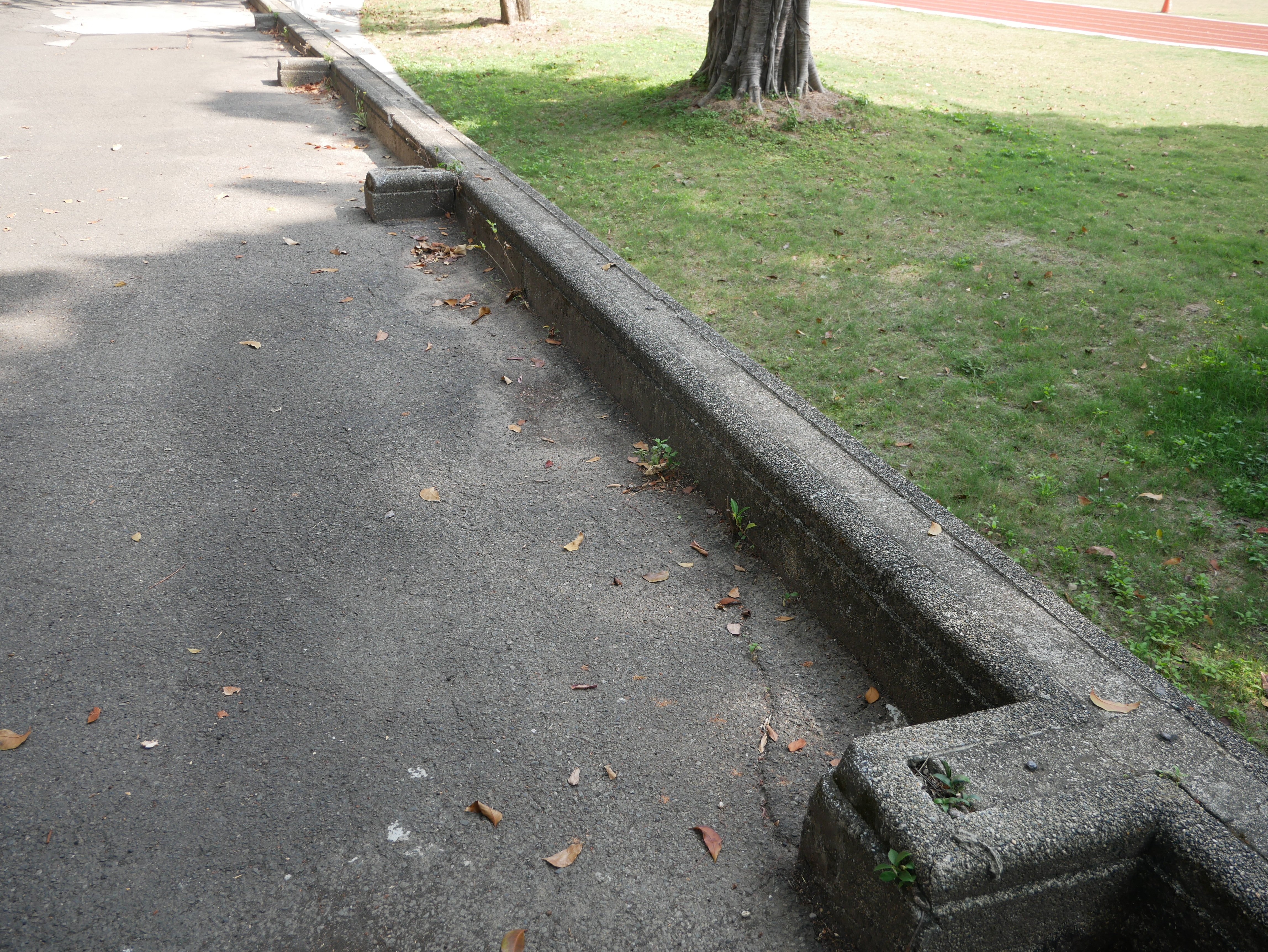
祭器庫底座及旁圍欄底座遺跡

## 關連項目
- 臺中市忠烈祠
- 忠烈祠 (臺灣)
- 臺灣神社列表
- 社格
- 台中神社写真帖 （页面存档备份，存于）

## 腳注
1. ↑  《台中神社誌》，國幣小社台中神社列格奉贊會，昭和18年（1943年）。
2. 1 2 3 4 5 6 7  畠山, 喜三郎. . . 1941-08-31.
3. ↑  溫國良. . 國史館台灣文獻館. （原始内容存档于2020-05-04）.
4. 1 2 3 4 5 6 7 8  國幣小社臺中神社列格奉贊會. . 1943.
5. ↑  『植民地在住者の政治参加をめぐる相剋「台湾同化会」事件を中心として （页面存档备份，存于）』岡本真希子著
6. ↑  . . 1928-11-01.
7. ↑  台中市役所. . . 1940-04-13.
8. ↑  .   [2009-05-22]. （原始内容存档于2009-05-10）.
9. ↑  . 自由時報. 2016-09-20. （原始内容存档于2018-12-25）.
10. ↑  . 自由時報. 2019-10-12.